# Władysław Ludwik Anczyc

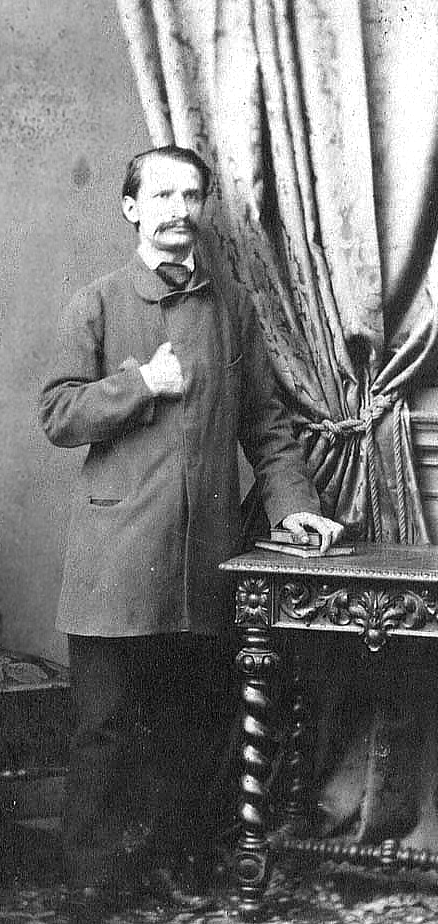
Władysław Ludwik Anczyc im Jahre 1860
(Foto von Karol Beyer)

Władysław Ludwik Anczyc (Pseudonym: Kazimierz Góralczyk; * 12. Dezember 1823 in Vilnius; † 28. Juli 1883 in Krakau) war ein polnischer Schriftsteller, Dichter und Dramatiker.
Der Sohn des Theaterschauspielers und -Direktors Siegmund Anczyc und dessen Frau, der Schauspielerin Barbara Hrehorowicz, studierte Pharmazie an der Jagiellonen-Universität, widmete sich aber frühzeitig literarischen Arbeiten und lebte meist in Krakau, wo er am 28. Juli 1883 starb. Er schrieb polnische Volksstücke wie: Die Bauernaristokraten (1851), Die Bauernemigration (preisgekrönt) und Die Flößer (1875), ferner die poetische Erzählung Tyrteusz (1862) und viele Jugendschriften aus dem Gebiet der Geschichte und Geographie.